# Santuario di San Calogero (Naro)
Il santuario di San Calogero è un luogo di culto cattolico sito a Naro, comune della provincia di Agrigento, in Sicilia.

## Storia
Esso venne edificato nel 1599 al di sopra della "grotta" di san Calogero, dove la tradizione vuole che il santo nero abbia dimorato per una parte della sua vita. La facciata, più volte ripresa, ha aspetto barocco. L'ultimo rinnovo risale al 1954. L'interno è ad unica navata e conserva diversi dipinti fra i quali alcuni raffigurano san Francesco, la Pietà e san Lorenzo Giustiniani.

La chiesa di San Calogero, quella che oggi noi conosciamo, fu edificata nel 1599 ma già esisteva nel 1088 come riferisce il sacerdote Paolo da Naro che così riferisce a san Gerlando che aveva radunato tutti i sacerdoti sopravvissuti alla dominazione araba: 

## La grotta

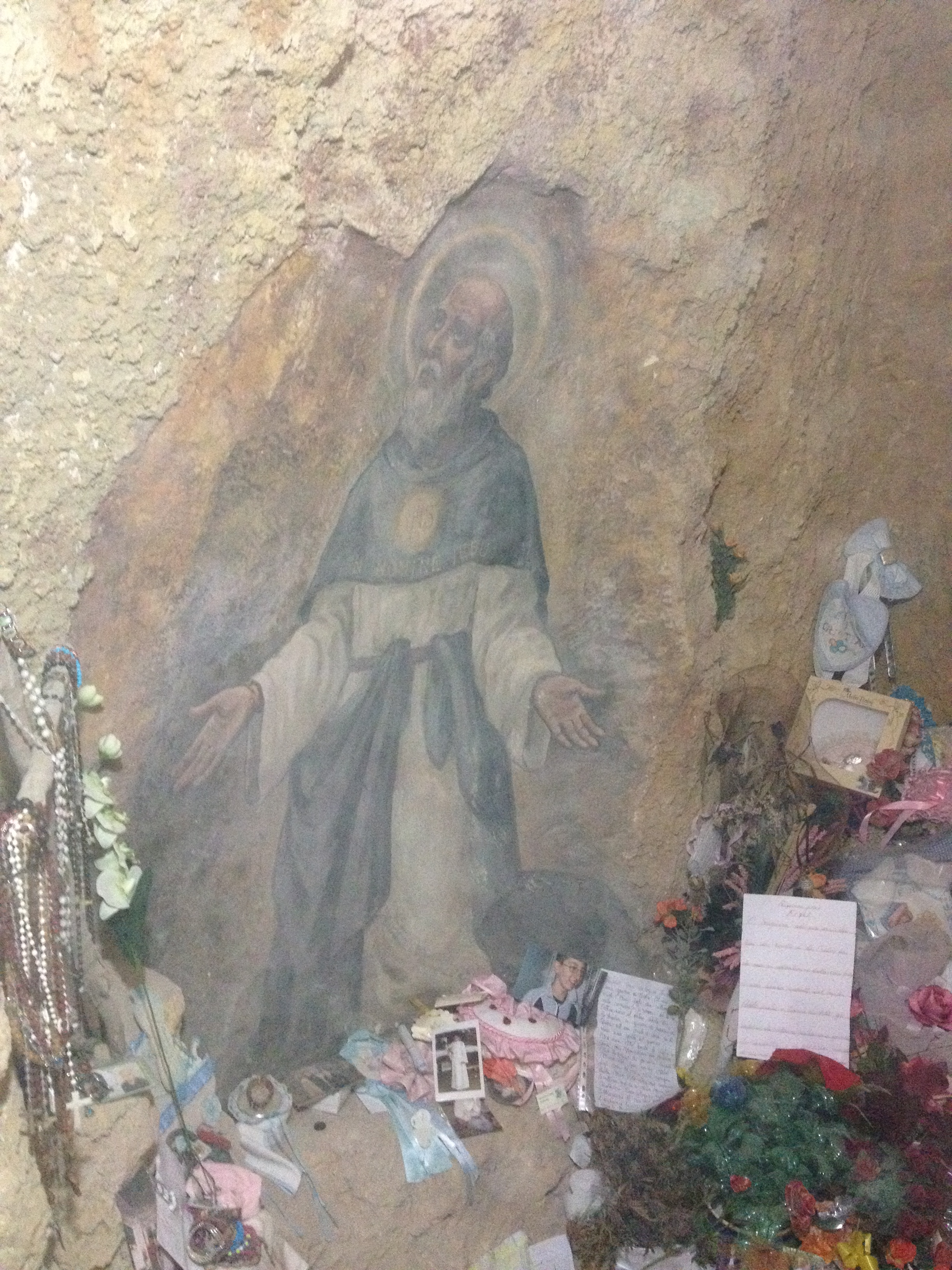
L'affresco raffigurante san Calogero inginocchiato in preghiera all'interno della grotta dove il Santo ha vissuto.

Dal santuario, scendendo delle scale, è possibile accedere alla cosiddetta grotta di San Calogero, una cappella all'interno della quale è conservata, sopra l'altare principale, la statua del Santo nero realizzata da F. Frazzatta nel 1556, e completata dopo la sua morte dalla figlia.
All'interno della cappella è sepolto il corpo della venerabile suor Serafina Pulcella Lucchesi, nobile narese alla quale, secondo la leggenda, il santo apparve in sogno durante la pestilenza che nel '600 colpì la città per annunciarle che per sua grazia la peste sarebbe presso cessata.
Nella parte sinistra della cappella si trova la vera e propria grotta dove il santo abitò durante la sua vita, al suo interno si trova un affresco raffigurante il santo inginocchiato in preghiera oltre ad una copiosa quantità di ex voto lasciati dai fedeli nel corso degli anni.

## La festa di san Calogero
Il santuario è meta di molti fedeli che vengono a ringraziare il Santo per le molteplici grazie ricevute, uno dei modi più caratteristici di ringraziare il santo consiste nel portare al Santuario delle forme di pane modellate come le parti del corpo guarite per intercessione del patrono di Naro, san Calogero è infatti venerato come santo taumaturgo (che guarisce dalle malattie). Queste forme di pane vengono benedette dai padri guanelliani e poi distribuite ai fedeli. Il flusso di persone devote al santo nero si fa più copioso a partire dal 18 maggio, inizio del mese di san Calogero, e culmina con la festa del 18 giugno, quando i fedeli trascinano il Santo, posto su una grande slitta detta straula, per le vie della città tirandolo con delle funi lunghe 200 metri. Il periodo dei festeggiamenti ha inizio il 15 giugno con "l'acchianata" del simulacro dalla grotta al santuario e termina il 25 giugno con la cosiddetta ottava di san Calogero. Durante questi dieci giorni in città si svolgono diverse manifestazioni artistiche e culturali e le vie principali sono allestite a fiera e mercato.